# Fontaine du Marché-Saint-Honoré

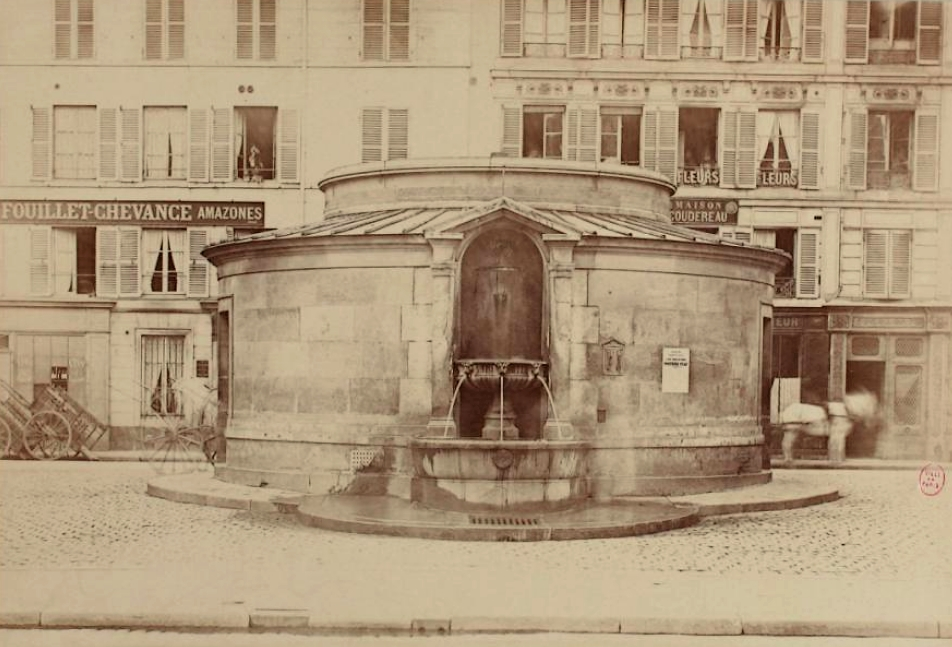
Photographie en 1877, musée Carnavalet.

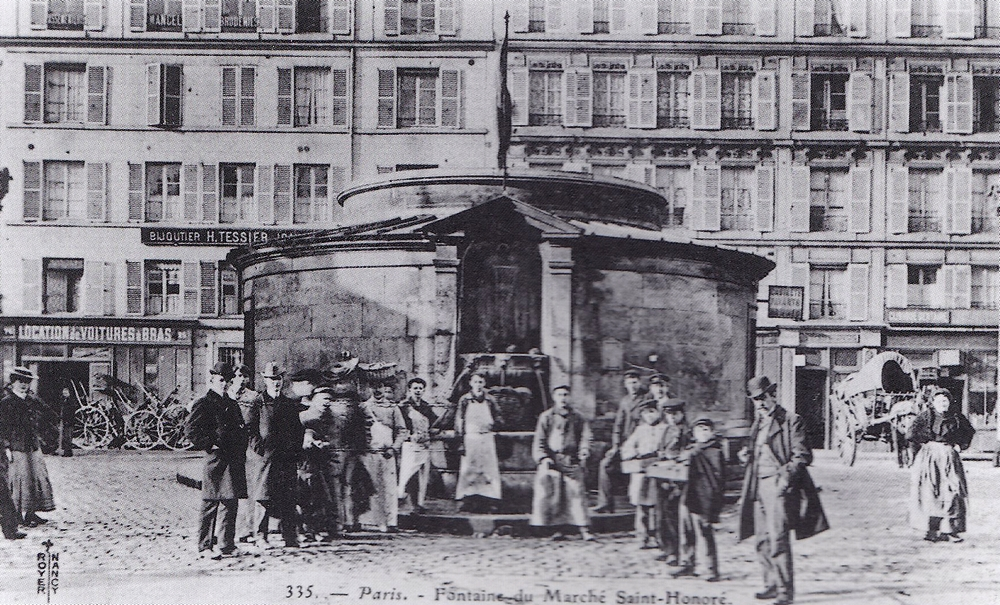
La fontaine sur une carte postale vers 1905.

La fontaine du Marché-Saint-Honoré, anciennement fontaine du marché des Jacobins, est une fontaine disparue de Paris, elle se situait sur la place du Marché-Saint-Honoré dans le 1er arrondissement de Paris.

## Histoire
La fontaine, créée dans la foulée du décret de Saint-Cloud de 1806, s'élevait sur la place, au milieu des quatre halles. Elle était alimentée par la pompe de Chaillot et délivrait une eau ménagère. Le bâtiment avait été conçu par l'architecte Jacques Molinos et l'ingénieur François-Jean Bralle. La fontaine répondait à une demande des commerçants du nouveau marché installé sous les halles de la place. Elle fut mise en eaux vers 1810. Le moment de sa mise à l'arrêt n'est pas connu précisément, mais les vasques, devenues inutiles sont démontées en 1955 et l'ensemble du bâtiment détruit en 1957. D'autres sources datent sa destruction des environs de 1931,.

## Description
Elle se présentait sous la forme d'une vasque semi-circulaire en hauteur sous un fronton triangulaire. Sur les bords de la vasque trois petits mascarons de bronze lançaient des jets dans une vasque plus basse à portée des utilisateurs. La fontaine elle-même en avancée s'adossait à un kiosque en rotonde en maçonnerie de 4 à 5 mètres de diamètre.